# Bố Trạch (huyện)
Bố Trạch là một huyện cũ thuộc tỉnh Quảng Bình, Việt Nam.

## Địa lý

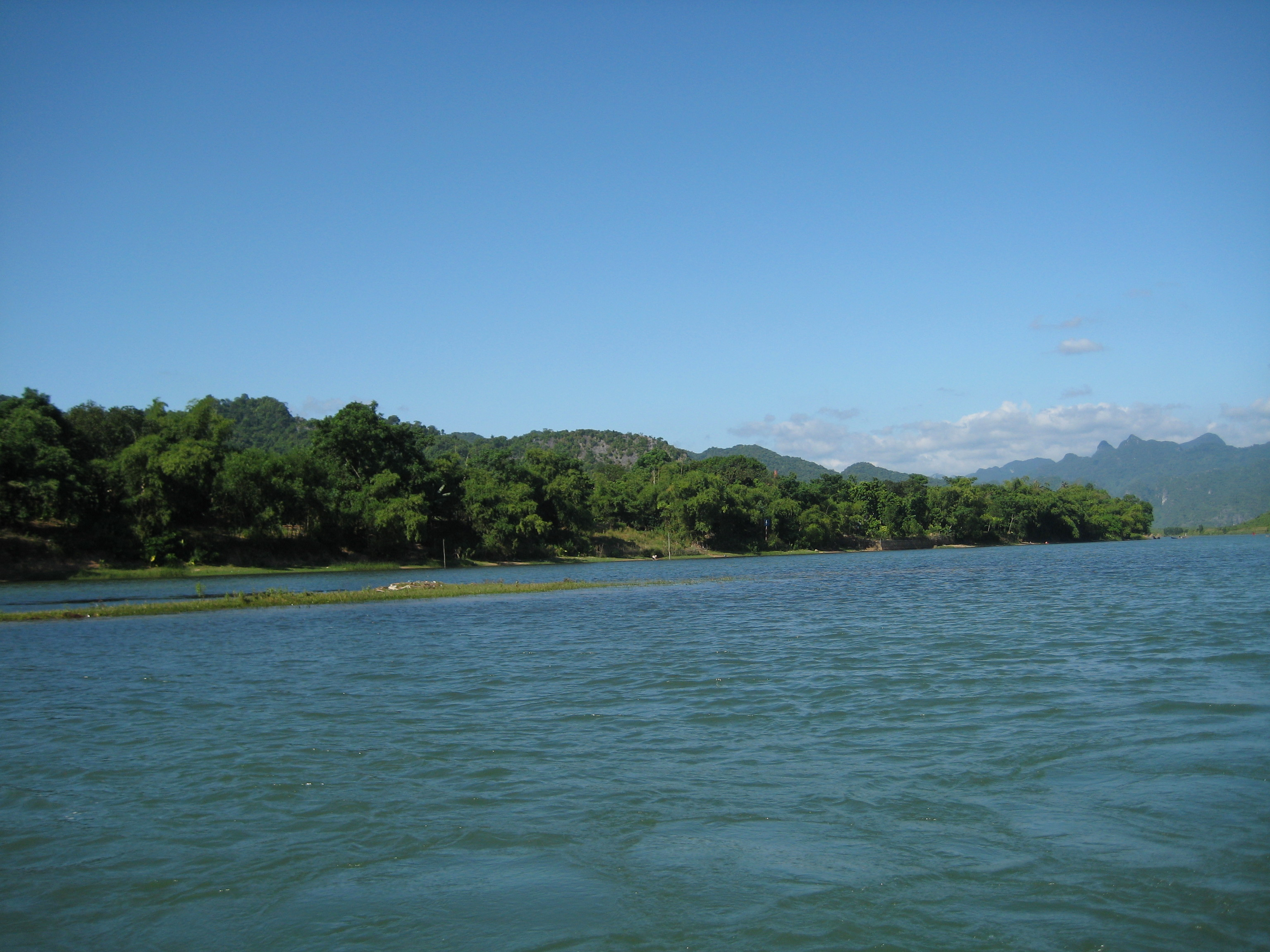
Sông Son trước động Phong Nha

Huyện Bố Trạch nằm ở trung tâm tỉnh Quảng Bình, có vị trí địa lý:
- Phía đông giáp Biển Đông với đường bờ biển dài khoảng 24 km
- Phía tây giáp nước bạn Lào với đường biên giới dài khoảng 40 km
- Phía nam giáp thành phố Đồng Hới và huyện Quảng Ninh
- Phía bắc giáp huyện Minh Hóa, huyện Tuyên Hóa và thị xã Ba Đồn.

Huyện Bố Trạch có diện tích 2.115 km², dân số năm 2019 là 188.375 người, mật độ dân số đạt 89 người/km².
Huyện có diện tích lớn nhất tỉnh (2.123,1 km²), lớn thứ 3 cả nước (sau huyện Tương Dương, tỉnh Nghệ An và huyện Mường Tè, tỉnh Lai Châu).
Sông chảy qua huyện này có gồm sông Son, sông Dinh, sông Lý Hòa.
Huyện có 15,3% dân số theo đạo Thiên Chúa.

## Hành chính

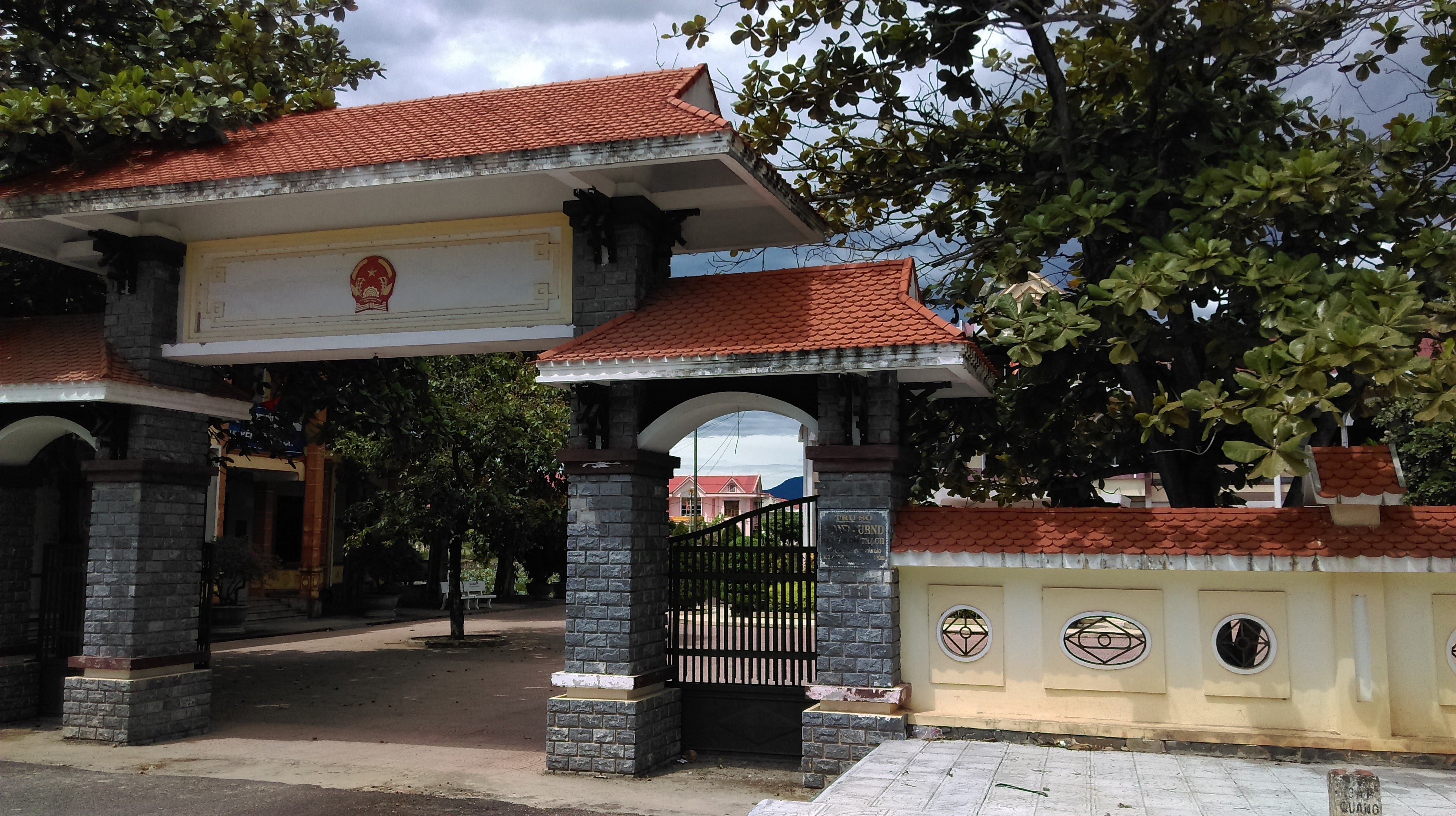
Trụ sở UBND huyện Bố Trạch tại thị trấn Hoàn Lão

Huyện Bố Trạch có 28 đơn vị hành chính cấp xã trực thuộc, bao gồm 3 thị trấn: Hoàn Lão (huyện lỵ), Phong Nha, Nông trường Việt Trung và 23 xã: Bắc Trạch, Cự Nẫm, Đại Trạch, Đồng Trạch, Đức Trạch, Hạ Mỹ, Hải Phú, Hòa Trạch, Hưng Trạch, Lâm Trạch, Liên Trạch, Lý Nam, Nhân Trạch, Phú Định, Phúc Trạch, Sơn Lộc, Tân Trạch, Tây Trạch, Thanh Trạch, Thượng Trạch, Trung Trạch, Vạn Trạch, Xuân Trạch.

## Lịch sử
Sau năm 1975, huyện Bố Trạch thuộc tỉnh Bình Trị Thiên, bao gồm thị trấn nông trường Việt Trung và 26 xã: Bắc Trạch, Cự Nẫm, Đại Trạch, Đồng Trạch, Đức Trạch, Hạ Trạch, Hải Trạch, Hòa Trạch, Hoàn Trạch, Hưng Trạch, Lâm Trạch, Liên Trạch, Lý Trạch, Mỹ Trạch, Nam Trạch, Nhân Trạch, Phú Trạch, Phúc Trạch, Sơn Trạch, Tân Trạch, Tây Trạch, Thanh Trạch, Thượng Trạch, Trung Trạch, Vạn Trạch, Xuân Trạch.
Ngày 13 tháng 3 năm 1979, thành lập xã Phú Định tại vùng kinh tế mới.
Ngày 13 tháng 6 năm 1986: 
- Thành lập thị trấn Hoàn Lão (thị trấn huyện lỵ huyện Bố Trạch) trên cơ sở các thôn Vinh Lão, Nha Vồ, Lòi Lài và xóm Chùa của xã Trung Trạch; 24 ha đất (không có dân) của thôn Đại Phương thuộc xã Đại Trạch và 32 ha đất (không có dân) của thôn Tây Hà thuộc xã Tây Trạch
- Thành lập xã Sơn Lộc trên cơ sở thôn Cửa Lăng của xã Phú Trạch; xóm Đá, xóm Mít và xóm Cồn của xã Vạn Trạch.

Ngày 30 tháng 6 năm 1989, huyện Bố Trạch thuộc tỉnh Quảng Bình vừa được tái lập.
Ngày 23 tháng 1 năm 2017, thị trấn Hoàn Lão mở rộng được công nhận là đô thị loại IV.
Ngày 10 tháng 1 năm 2020, Ủy ban Thường vụ Quốc hội ban hành Nghị quyết số 862/NQ-UBTVQH14 về việc sắp xếp các đơn vị hành chính cấp xã thuộc tỉnh Quảng Bình giai đoạn 2019–2021 (nghị quyết có hiệu lực từ ngày 1 tháng 2 năm 2020). Theo đó:
- Sáp nhập xã Hải Trạch và xã Phú Trạch thành xã Hải Phú
- Sáp nhập xã Hoàn Trạch vào thị trấn Hoàn Lão
- Thành lập thị trấn Phong Nha trên cơ sở toàn bộ diện tích và dân số của xã Sơn Trạch.

Ngày 24 tháng 10 năm 2024, Ủy ban Thường vụ Quốc hội ban hành Nghị quyết số 1242/NQ-UBTVQH15 về việc sắp xếp các đơn vị hành chính cấp xã thuộc tỉnh Quảng Bình giai đoạn 2023–2025 (nghị quyết có hiệu lực từ ngày 1 tháng 12 năm 2024). Theo đó:
- Sáp nhập xã Hạ Trạch và xã Mỹ Trạch thành xã Hạ Mỹ
- Sáp nhập xã Lý Trạch và xã Nam Trạch thành xã Lý Nam.

Huyện Bố Trạch có 3 thị trấn và 23 xã như hiện nay.

## Du lịch

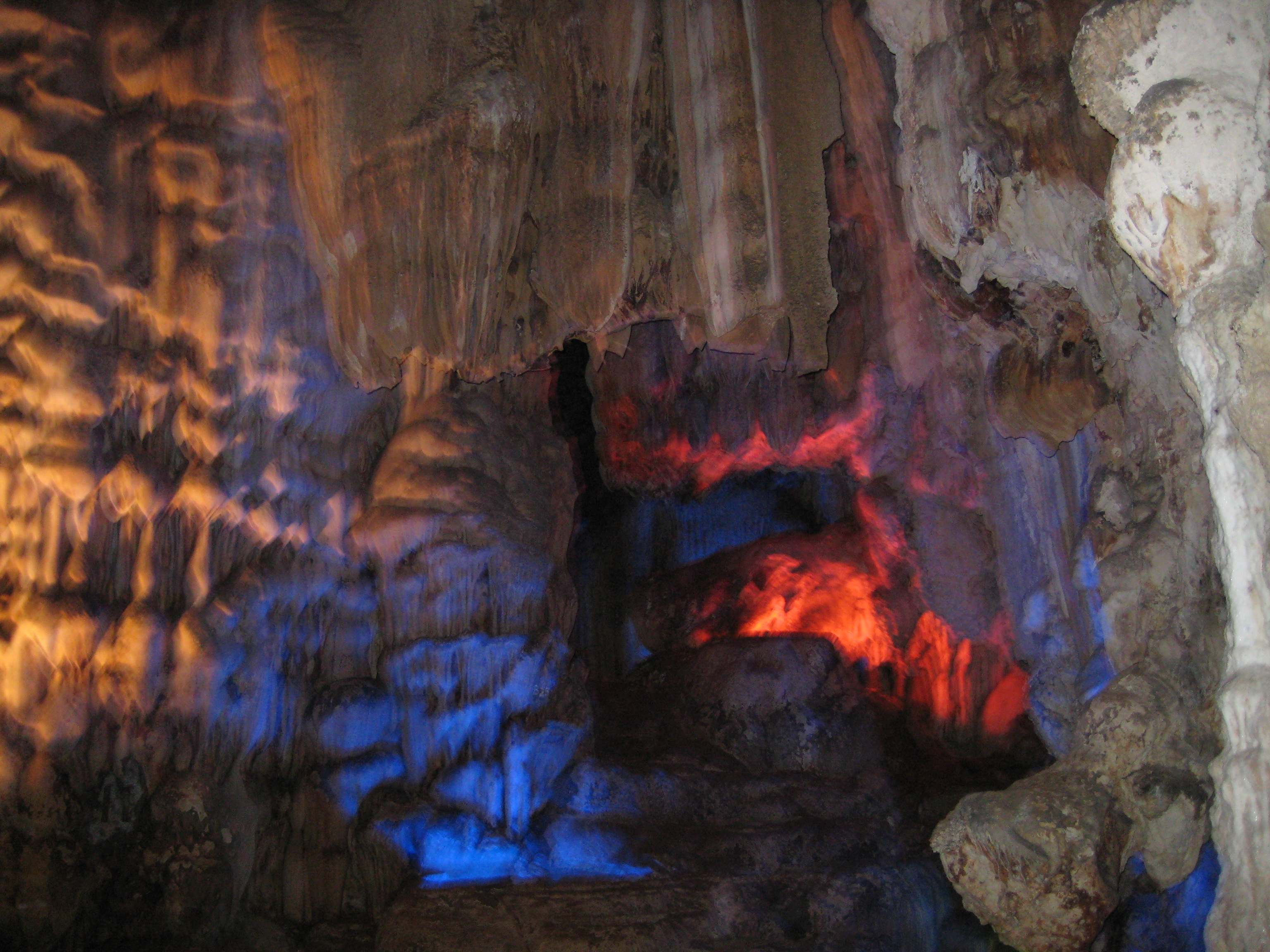
Bên trong động Phong Nha

Một phần di sản thế giới Vườn quốc gia Phong Nha - Kẻ Bàng nằm ở huyện này. Vườn quốc gia Phong Nha - Kẻ Bàng được UNESCO công nhận di sản văn hoá thế giới. Đó chính là thế mạnh để phát triển ngành du lịch, dịch vụ của huyện. Từ các lợi thế đó, huyện đã phát huy thế mạnh của mình trên các lĩnh vực kinh tế.
Huyện có 24 km bờ biển và trên 40 km đường biên giới Việt - Lào. Huyện Bố Trạch có bãi tắm Đá Nhảy nổi tiếng. Biển nơi đây có nhiều loại hải sản.

## Giao thông

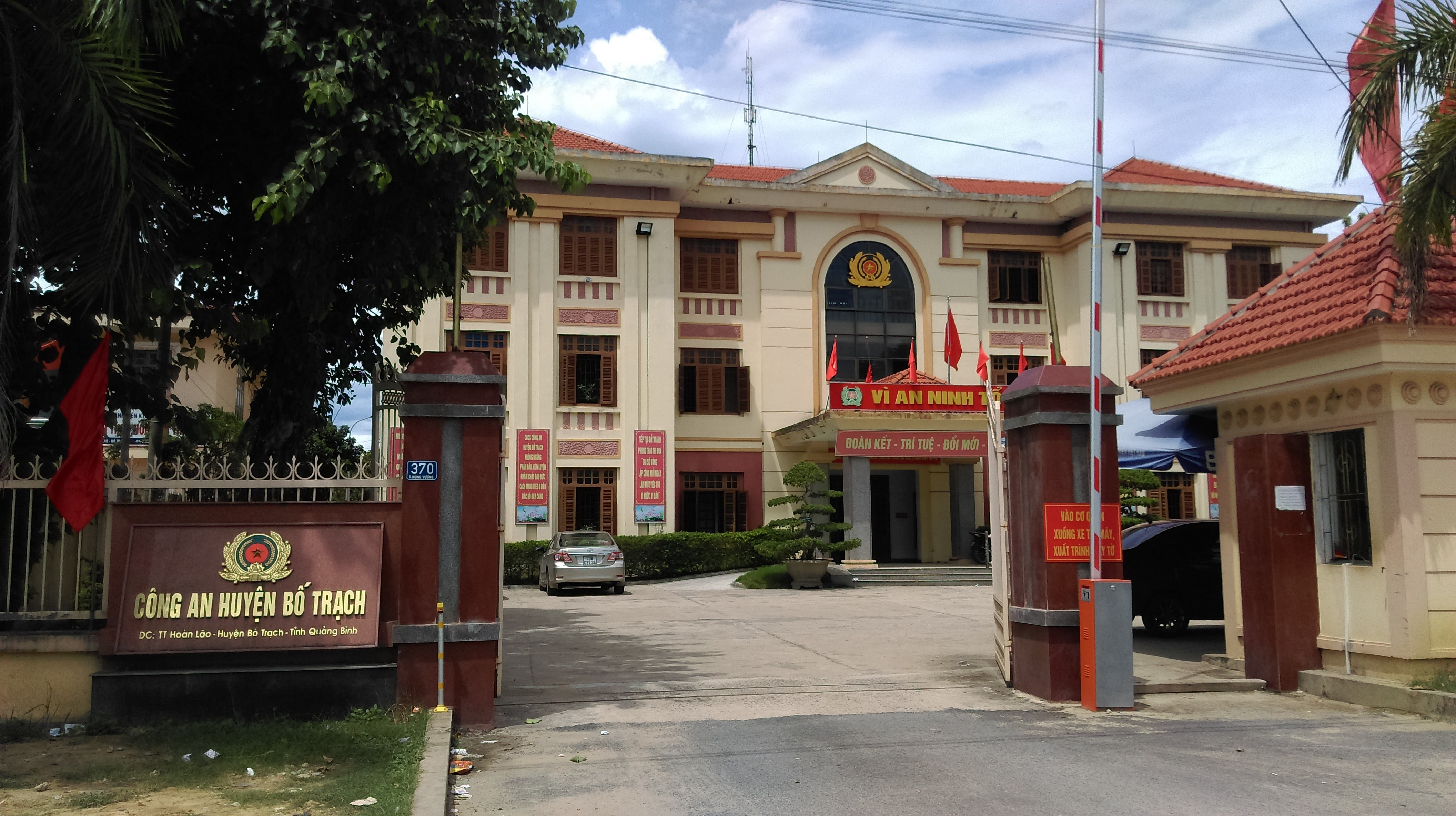
Công an huyện Bố Trạch

- Các đường quốc lộ chạy qua huyện: Quốc lộ 1.
- Các bến xe lớn: Bến xe Hoàn Lão
- Đường thủy: sông Son và sông Dinh.
- Đường sắt: Đường sắt Bắc Nam chạy qua huyện Bố Trạch với các ga Hoàn Lão (thị trấn Hoàn Lão), Phúc Tự (xã Đại Trạch), Ngân Sơn (xã Liên Trạch)

Đây cũng là địa phương có dự án Đường cao tốc Vũng Áng – Bùng dự án Đường cao tốc Bùng – Vạn Ninh đang được xây dựng đi qua.

## Hình ảnh

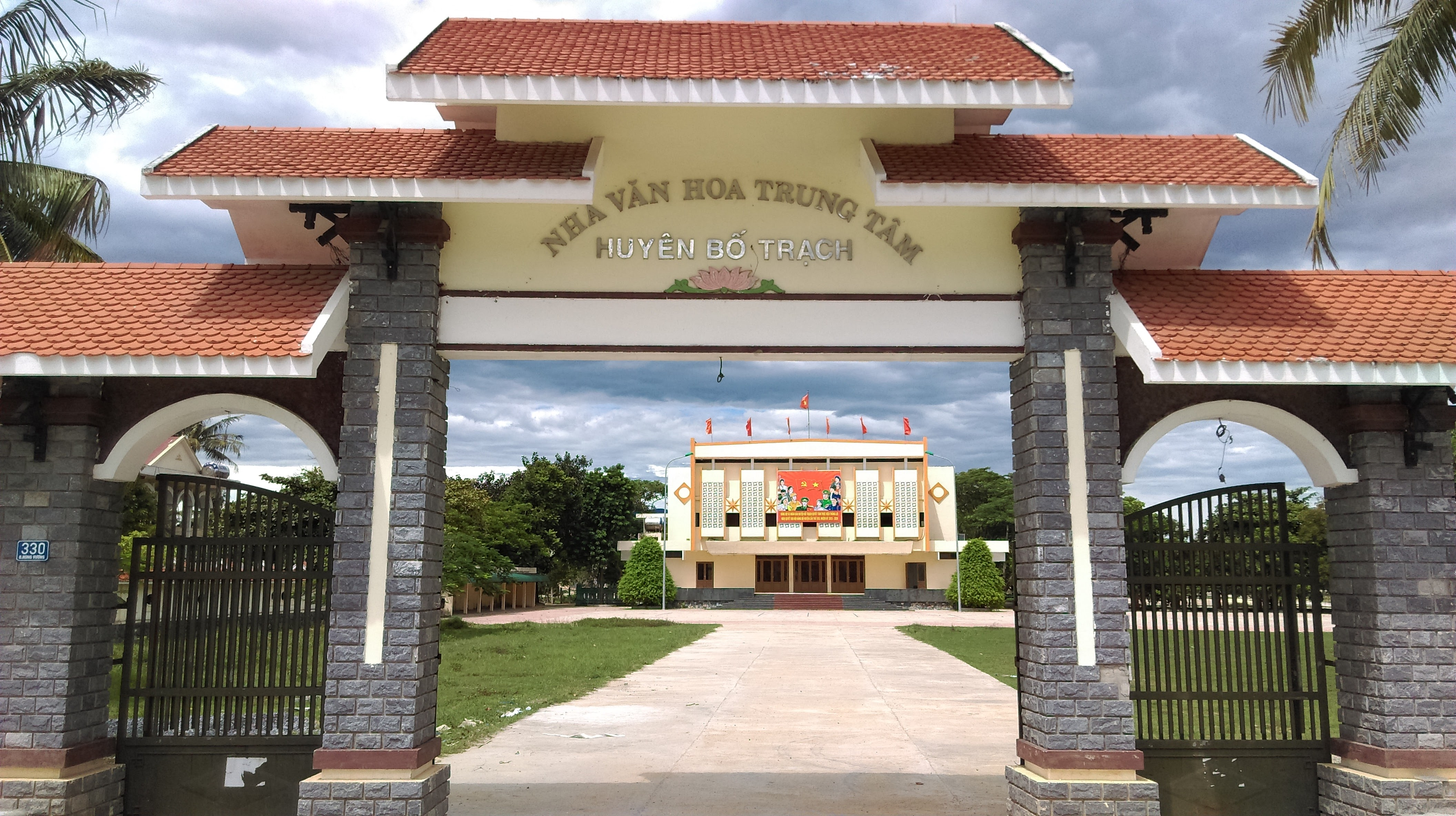
Nhà Văn hóa Trung tâm
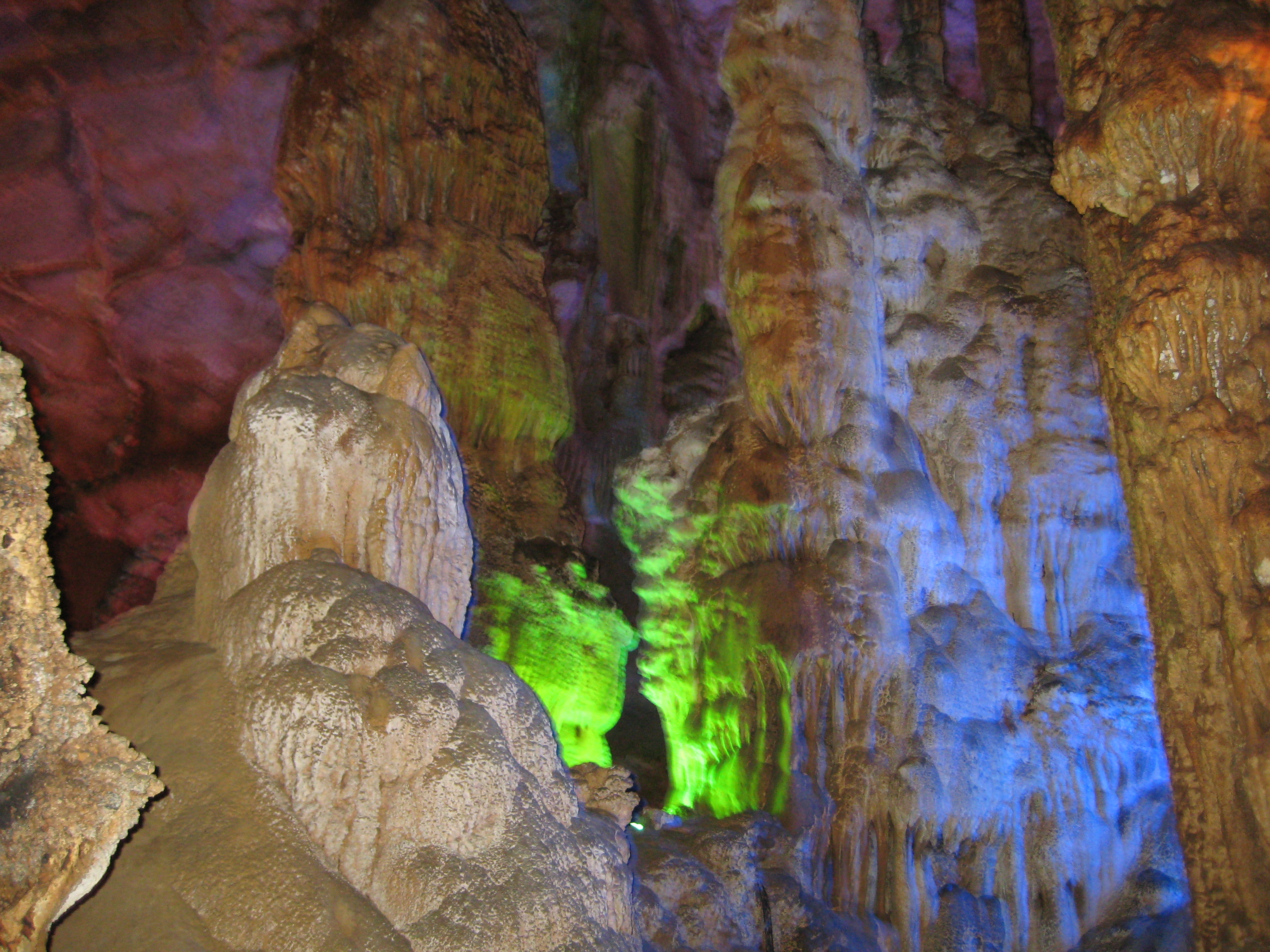
Hang động trong Vườn quốc gia Phong Nha - Kẻ Bàng
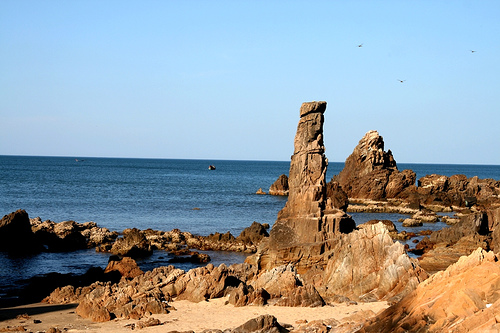
Bãi biển Đá Nhảy
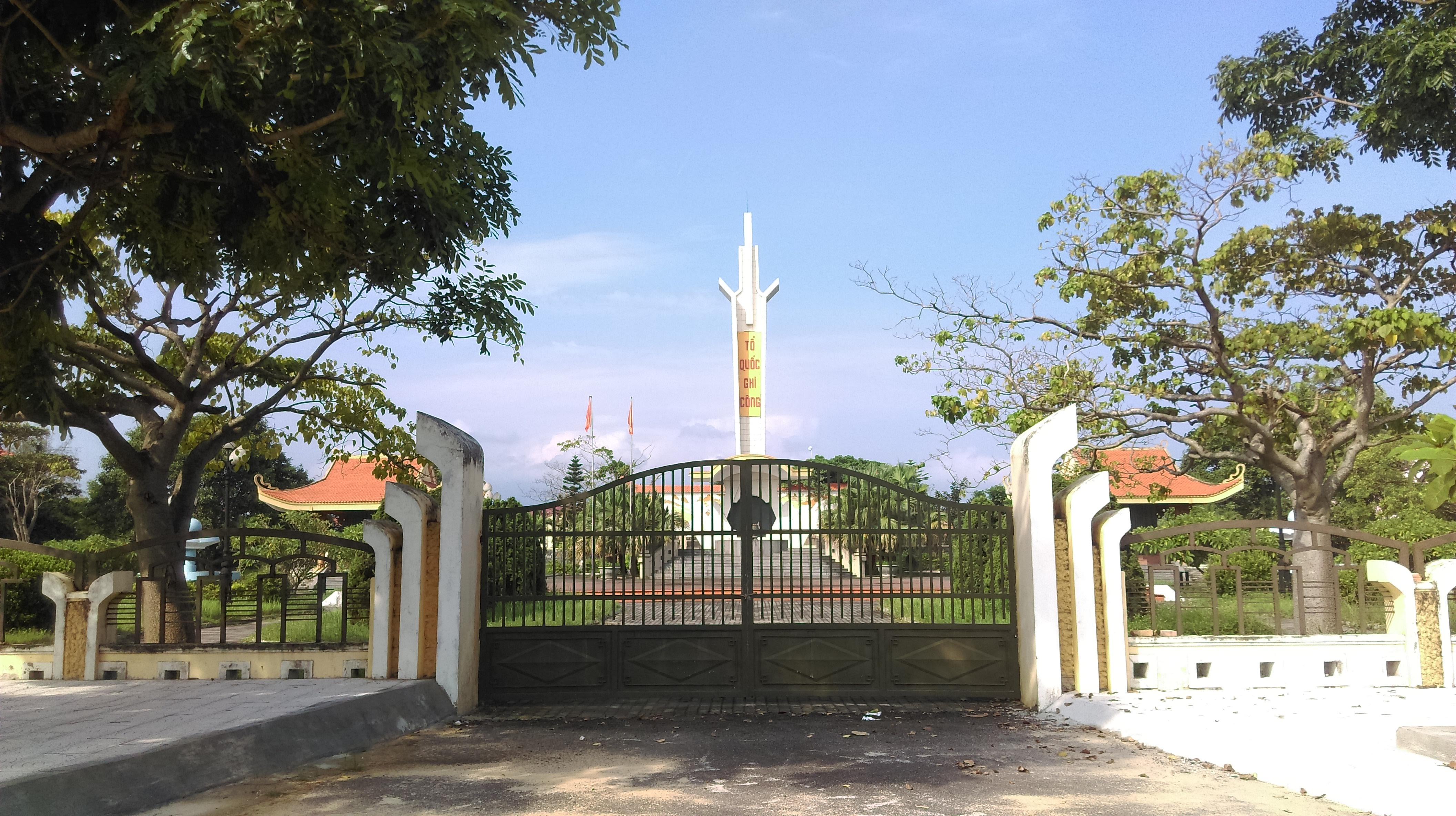
Nghĩa trang Liệt sĩ huyện Bố Trạch